# Architecture 101
Architecture 101 (tiếng Hàn: 건축학개론; Romaja: Geonchukhakgaeron) là phim điện ảnh thuộc thể loại tình cảm lãng mạn năm 2012 được đạo diễn và viết kịch bản bởi Lee Yong-joo. Bộ phim kể về câu chuyện của hai học sinh tình cờ gặp nhau trong một lớp các học giả thiệu về kiến trúc và đã yêu nhau. Mười năm sau, cô gái tìm lại mối tình đầu của mình và nhờ tới sự giúp đỡ của anh để xây dựng ngôi nhà mơ ước của cô.

## Diễn viên
- Uhm Tae Woong vai Lee Seung-min ở hiện tại
- Han Ga In vai Yang Seo-yeon ở hiện tại[3][4][5][6]
- Lee Je Hoon vai Lee Seung-min ở quá khứ [7]
- Bae Suzy vai Yang Seo-yeon ở quá khứ [8][9][10][11][12]
- Yoo Yeon-seok vai Jae-wook, đàn anh của Seo-yeon và tình địch của Seung-min[13]
- Jo Jung-suk vai Nab-ddeuk, bạn thân của Seung-min
- Ko Joon-heeas vai Eun-chae, vị hôn thê của Seung-min
- Kim Dong-joo vai mẹ của Seung-min
- Lee Seung-ho vai cha của Seo-yeon
- Kim Eui-sung vai Giáo sư Kang
- Park Soo-young vai kiến trúc sư Koo
- Park Jin-woo vai người lái taxi

## Giải thưởng và đề cử
| Năm  | Giải                                                                         | Hạng mục                                         | Người nhận       | Kết quả   | Nguồn  |
| ---- | ---------------------------------------------------------------------------- | ------------------------------------------------ | ---------------- | --------- | ------ |
| 2012 | Giải thưởng Nghệ thuật Baeksang lần thứ 48                                   | Nam diễn viên mới xuất sắc nhất (Phim điện ảnh)  | Lee Je-hoon      | Đề cử     | [ 14 ] |
| 2012 | Giải thưởng Nghệ thuật Baeksang lần thứ 48                                   | Nữ diễn viên mới xuất sắc nhất (Phim điện ảnh)   | Suzy             | Đoạt giải | [ 15 ] |
| 2012 | Giải thưởng Nghệ thuật Baeksang lần thứ 48                                   | Nam diễn viên được yêu thích nhất(Phim điện ảnh) | Lee Je-hoon      | Đề cử     |        |
| 2012 | Giải thưởng Nghệ thuật Baeksang lần thứ 48                                   | Nữ diễn viên được yêu thích nhất (Phim điện ảnh) | Suzy             | Đề cử     |        |
| 2012 | Giải thưởng Mnet 20's Choice lần thứ 6                                       | Ngôi sao điện ảnh nam                            | Lee Je-hoon      | Đoạt giải | [ 16 ] |
| 2012 | Giải thưởng Mnet 20's Choice lần thứ 6                                       | Ngôi sao điện ảnh nữ                             | Suzy             | Đoạt giải | [ 16 ] |
| 2012 | Giải thưởng Style Icon lần thứ 5                                             | First Love Fantasies                             | Suzy             | Đoạt giải |        |
| 2012 | Giải thưởng Điện ảnh Buil lần thứ 21                                         | Best Film                                        | Architecture 101 | Đề cử     | [ 17 ] |
| 2012 | Giải thưởng Điện ảnh Buil lần thứ 21                                         | Nam diễn viên phụ xuất sắc nhất                  | Jo Jung-suk      | Đề cử     | [ 17 ] |
| 2012 | Giải thưởng Điện ảnh Buil lần thứ 21                                         | Đạo diễn mới xuất sắc nhất                       | Lee Yong-joo     | Đề cử     | [ 17 ] |
| 2012 | Giải thưởng Điện ảnh Buil lần thứ 21                                         | Nam diễn viên mới xuất sắc nhất                  | Jo Jung-suk      | Đề cử     | [ 17 ] |
| 2012 | Giải thưởng Điện ảnh Buil lần thứ 21                                         | Nữ diễn viên mới xuất sắc nhất                   | Suzy             | Đề cử     | [ 17 ] |
| 2012 | Giải thưởng Điện ảnh Buil lần thứ 21                                         | Kịch bản hay nhất                                | Lee Yong-joo     | Đoạt giải | [ 17 ] |
| 2012 | Giải thưởng Điện ảnh Buil lần thứ 21                                         | Quay phim xuất sắc nhất                          | Jo Sang-yoon     | Đề cử     | [ 17 ] |
| 2012 | Giải thưởng Điện ảnh Buil lần thứ 21                                         | Âm nhạc xuất sắc nhất                            | Lee Ji-soo       | Đề cử     | [ 17 ] |
| 2012 | Giải thưởng Chuông lớn lần thứ 49                                            | Đạo diễn xuất sắc nhất                           | Lee Yong-joo     | Đề cử     |        |
| 2012 | Giải thưởng Chuông lớn lần thứ 49                                            | Nam diễn viên phụ xuất sắc nhất                  | Jo Jung-suk      | Đề cử     |        |
| 2012 | Giải thưởng Chuông lớn lần thứ 49                                            | Nam diễn viên mới xuất sắc nhất                  | Jo Jung-suk      | Đề cử     |        |
| 2012 | Giải thưởng Chuông lớn lần thứ 49                                            | Nữ diễn viên mới xuất sắc nhất                   | Suzy             | Đề cử     |        |
| 2012 | Giải Hiệp hội Phê bình Điện ảnh Hàn Quốc lần thứ 32                          | Âm nhạc xuất sắc nhất                            | Lee Ji-soo       | Đoạt giải | [ 18 ] |
| 2012 | Giải thưởng Điện ảnh Rồng xanh lần thứ 33                                    | Nam diễn viên mới xuất sắc nhất                  | Jo Jung-suk      | Đoạt giải | [ 19 ] |
| 2012 | Giải thưởng Điện ảnh Rồng xanh lần thứ 33                                    | Nữ diễn viên mới xuất sắc nhất                   | Suzy             | Đề cử     | [ 20 ] |
| 2012 | Giải thưởng Điện ảnh Rồng xanh lần thứ 33                                    | Kịch bản xuất sắc nhất                           | Lee Yong-joo     | Đề cử     | [ 20 ] |
| 2012 | Giải thưởng Điện ảnh Rồng xanh lần thứ 33                                    | Quay phim xuất sắc nhất                          | Jo Sang-yoon     | Đề cử     | [ 20 ] |
| 2012 | Giải thưởng Điện ảnh Rồng xanh lần thứ 33                                    | Chỉ đạo nghệ thuật xuất sắc nhất                 | Woo Seung-mi     | Đề cử     | [ 20 ] |
| 2012 | Giải thưởng Điện ảnh Rồng xanh lần thứ 33                                    | Ánh sáng hiệu quả nhất                           | Park Se-moon     | Đề cử     | [ 20 ] |
| 2012 | Giải thưởng Điện ảnh Rồng xanh lần thứ 33                                    | Âm nhạc xuất sắc nhất                            | Lee Ji-soo       | Đề cử     | [ 20 ] |
| 2012 | Giải thưởng Điện ảnh Rồng xanh lần thứ 33                                    | Khán giả yêu mến nhất                            | Suzy             | Đoạt giải | [ 19 ] |
| 2012 | Giải thưởng Văn hóa và Giải trí Hàn Quốc lần thứ 20                          | Nam diễn viên mới xuất sắc nhất                  | Jo Jung-suk      | Đoạt giải | [ 21 ] |
| 2013 | Giải thưởng Điện ảnh KOFRA lần thứ 4 (Hiệp hội Phóng viên Điện ảnh Hàn Quốc) | Nam diễn viên mới xuất sắc nhất                  | Jo Jung-suk      | Đoạt giải | [ 22 ] |